# Деле-Портальбан
Деле-Портальбан (фр. Delley-Portalban) — громада  в Швейцарії в кантоні Фрібур, округ Бруа.

## Географія
Громада розташована на відстані близько 37 км на захід від Берна, 19 км на північний захід від Фрібура.
Деле-Портальбан має площу 6,9 км², з яких на 12,7% дозволяється будівництво (житлове та будівництво доріг), 68% використовуються в сільськогосподарських цілях, 14,2% зайнято лісами, 5,1% не є продуктивними (річки, льодовики або гори).

## Демографія
2019 року в громаді мешкало 1173 особи (+29,8% порівняно з 2010 роком), іноземців було 12,7%. Густота населення становила 170 осіб/км².
За віковим діапазоном населення розподілялося таким чином: 19,4% — особи молодші 20 років, 61,4% — особи у віці 20—64 років, 19,2% — особи у віці 65 років та старші. Було 514 помешкань (у середньому 2,3 особи в помешканні).
Із загальної кількості 180 працюючих 66 було зайнятих в первинному секторі, 15 — в обробній промисловості, 99 — в галузі послуг.